# Килички, Рудольф
Рудольф Килички (нем. Rudolph Killitschgy или Kilitzschky; 1797, Вена — 6 января 1851, Берлин) — немецкий пианист и музыкальный педагог. Брат певицы Йозефины Шульц-Килички.

## Биография
Жил и работал в Берлине с 1810 года. Учился у Людвига Бергера, затем в течение многих лет был его ассистентом, а после смерти Бергера (1839) принял его учеников (среди которых, в том числе, Альберт Лёшгорн, Фердинанд Шульц, Рудольф фон Херцберг, Август Готхольд Шлибнер) и до конца жизни преподавал в Королевском Берлинском институте церковной музыки. Фортепианные сочинения Килички остались неизданными.